# Dario Andriotto
Dario Andriotto, nascido a 25 de outubro de 1972 em Busto Arsizio, é um ciclista italiano, que foi profissional de 1995 a 2010. Atualmente é diretor desportivo do conjunto Polartec-Kometa.

## Palmarés
1994
- Campeão do mundo em contrarrelógio por equipas

1997
- Campeonato da Itália Contrarrelógio
- Grande Prêmio Nobili Rubinetterie
- 1 etapa da Volta à Polónia

## Resultados em Grandes Voltas e Campeonatos do Mundo
| Carreira           | 1995 | 1996 | 1997 | 1998 | 1999 | 2000 | 2001 | 2002 | 2003 | 2004 | 2005 | 2006 | 2007 | 2008 | 2009 | 2010 |
| ------------------ | ---- | ---- | ---- | ---- | ---- | ---- | ---- | ---- | ---- | ---- | ---- | ---- | ---- | ---- | ---- | ---- |
| Giro d'Italia      | -    | Ab.  | Ab.  | Ab.  | -    | -    | 130º | Ab.  | 83º  | 54º  | 97º  | 146º | 111º | -    | Ab.  | 132º |
| Tour de France     | -    | -    | -    | -    | -    | -    | -    | -    | 144º | -    | -    | -    | -    | -    | -    | -    |
| Volta a Espanha    | -    | -    | -    | -    | Ab.  | -    | -    | Ab.  | 103º | -    | -    | 115º | -    | -    | -    | -    |
| Mundial em Estrada | -    | -    | -    | -    | -    | -    | -    | -    | -    | -    | -    | -    | -    | -    | -    | -    |

-: não participa 

Ab.: abandono